# 霍爾博韋 (切爾尼希夫區)
51°27′44″N 31°33′56″E / 51.46222°N 31.56556°E

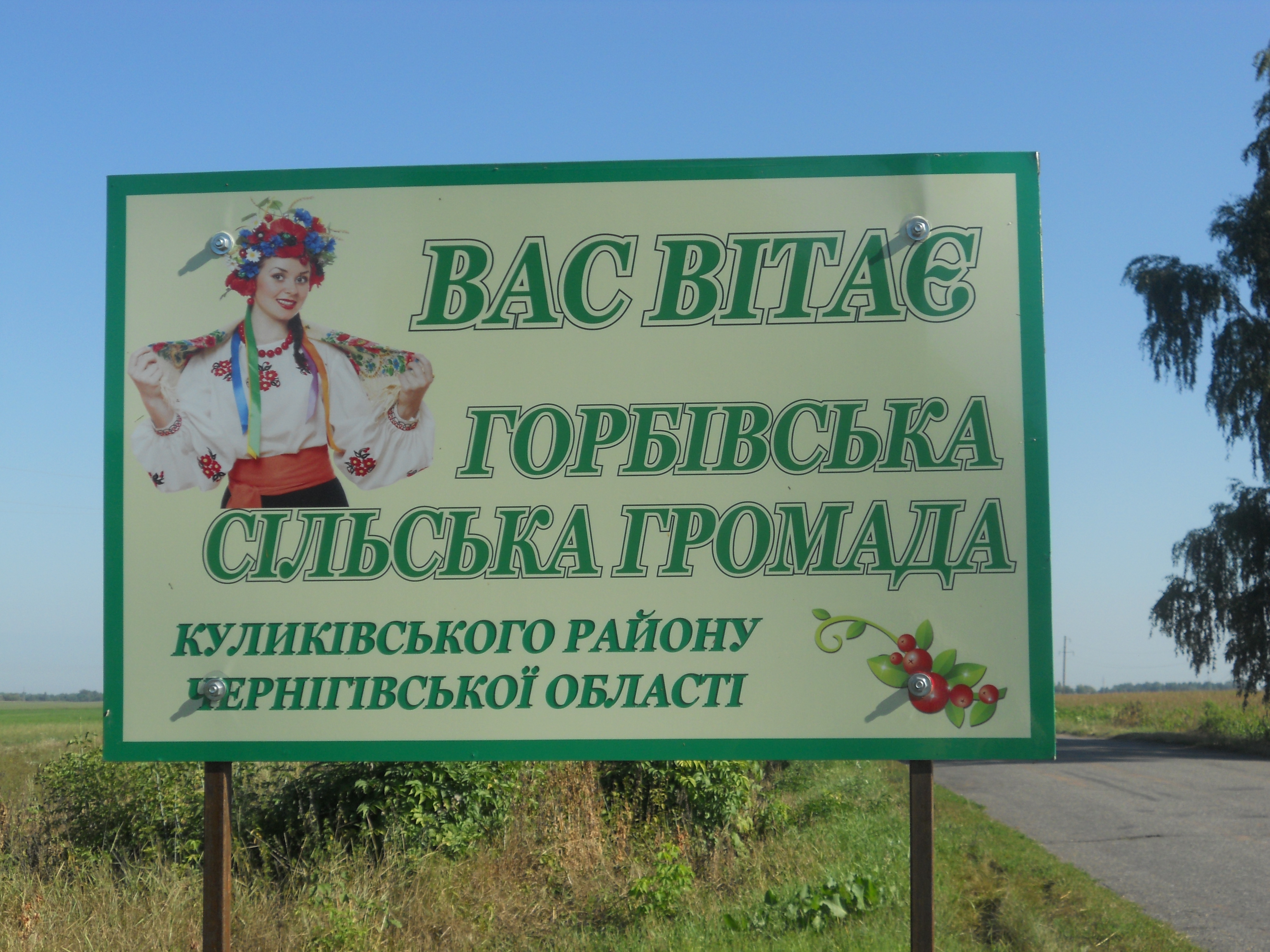

霍爾博韋（羅馬化：Horbove）是烏克蘭的村落，位於該國北部切爾尼希夫州，由切爾尼希夫區負責管轄，始建於1635年，面積2.31平方公里，海拔高度114米，2001年人口1,347，人口密度每平方公里584.13人。